# Brandon (South Dakota)
Brandon ist eine Kleinstadt (mit dem Status „City“) im Minnehaha County im US-amerikanischen Bundesstaat South Dakota. Das U.S. Census Bureau hat bei der Volkszählung 2020 eine Einwohnerzahl von 11.048 ermittelt.
Brandon ist Bestandteil der Metropolregion um die Stadt Sioux Falls.

## Geografie
Brandon liegt im Osten South Dakotas, am Big Sioux River, einem linken Nebenfluss des Missouri. Die Stadt liegt nordöstlichen Vorortbereich von Sioux Falls, wenige Kilometer westlich der Grenze zu Minnesota. Der Schnittpunkt der drei Bundesstaaten South Dakota, Iowa und Minnesota befindet sich rund 20 südöstlich von Brandon. Die geografischen Koordinaten von Brandon sind 43° 36′ N, 96° 34′ W. Das Stadtgebiet erstreckt sich über eine Fläche von 14,01 km².
Das Stadtzentrum von Sioux Falls liegt 13,6 km südwestlich von Brandon. Weitere Nachbarorte von Brandon sind Crooks (27,1 km westnordwestlich), Garretson (19,1 km nordöstlich), Beaver Creek in Minnesota (18,7 km östlich), Valley Springs (9,7 km ostsüdöstlich), Hills in Minnesota (24,2 km südöstlich) und Larchwood in Iowa (23,8 km südsüdöstlich).
Die nächstgelegenen größeren Städte sind Fargo in North Dakota (399 km nördlich), Minneapolis in Minnesota (364 km ostnordöstlich), Rochester in Minnesota (366 km östlich), Iowas Hauptstadt Des Moines (474 km in der gleichen Richtung), Omaha in Nebraska (304 km südlich) und Kansas City in Missouri (591 km in der gleichen Richtung).

## Verkehr
Entlang des nördlichen Stadtrandes verläuft in Ost-West-Richtung die Interstate 90, der längste Interstate Highway des Landes. Der South Dakota Highway 11 führt in Nord-Süd-Richtung als Hauptstraße durch das Stadtgebiet von Brandon. Alle anderen Straßen innerhalb des Stadtgebiets sind untergeordnete Landstraßen, teils unbefestigte Fahrwege und innerstädtische Verbindungsstraßen.
In Brandon treffen mehrere Strecken verschiedener Eisenbahngesellschaften zusammen.
Der nächste Flughafen ist der 17 km östlich gelegene Sioux Falls Regional Airport.

## Demografische Daten
Nach der Volkszählung im Jahr 2010 lebten in Brandon 8785 Menschen in 3118 Haushalten. Die Bevölkerungsdichte betrug 627,1 Einwohner pro Quadratkilometer. In den 3118 Haushalten lebten statistisch je 2,82 Personen.
Ethnisch betrachtet setzte sich die Bevölkerung zusammen aus 96,8 Prozent Weißen, 0,6 Prozent Afroamerikanern, 0,5 Prozent amerikanischen Ureinwohnern, 0,6 Prozent Asiaten sowie 0,3 Prozent aus anderen ethnischen Gruppen; 1,2 Prozent stammten von zwei oder mehr Ethnien ab. Unabhängig von der ethnischen Zugehörigkeit waren 1,2 Prozent der Bevölkerung spanischer oder lateinamerikanischer Abstammung.
33,2 Prozent der Bevölkerung waren unter 18 Jahre alt, 59,0 Prozent waren zwischen 18 und 64 und 7,8 Prozent waren 65 Jahre oder älter. 50,4 Prozent der Bevölkerung war weiblich.

Das mittlere jährliche Einkommen eines Haushalts lag bei 64.144 USD. Das Pro-Kopf-Einkommen betrug 25.902 USD. 6,0 Prozent der Einwohner lebten unterhalb der Armutsgrenze.